# Ermin Bičakčić
Ermin Bičakčić (Zvornik, 24 gennaio 1990) è un calciatore bosniaco con cittadinanza tedesca, difensore dell'Eintracht Braunschweig e della nazionale bosniaca.

## Carriera

### Club
Il 27 ottobre 2010 Bičakčić debutta con la prima squadra dello Stoccarda durante il secondo turno di Coppa di Germania contro lo Chemnitz. Il 1º dicembre dello stesso anno debutta in Europa League, nella partita tra Young Boys e Stoccarda, conclusasi sul 4-2 per gli elvetici. Il debutto in Bundesliga arriva il 19 dicembre contro il Bayern Monaco.
L'8 gennaio 2012 passa all'Eintracht Braunschweig, dove diventa titolare in 2. Bundesliga e salta una sola gara tra febbraio 2012 e maggio 2013. Alla fine della stagione 2012-2013, Bičakčić ottengono la promozione in Bundesliga.
Dopo 9 stagioni con l'Hoffenheim, il 15 luglio 2023, viene confermato il mancato rinnovo di contratto, facendolo diventare un calciatore svincolato.

### Nazionale
Bičakčić ottiene il passaporto tedesco a maggio 2008 e debutta con la nazionale tedesca Under-18 il 22 maggio, nella gara contro la Turchia. Il 21 aprile 2009 fa la sua prima apparizione con la nazionale Under-19 della Bosnia-Erzegovina. Dopo il 21º compleanno, Bičakčić rinunciò alla cittadinanza bosniaca per giocare con la Germania, ma nel giugno 2013 riacquistò la cittadinanza bosniaca e ora ha la doppia cittadinanza. Ad agosto dello stesso anno debuttò con la nazionale maggiore della Bosnia-Erzegovina nell'amichevole contro gli Stati Uniti.

## Statistiche

### Presenze e reti nei club
Statistiche aggiornate al 15 luglio 2023.
| Stagione                      | Squadra                       | Campionato                    | Campionato | Campionato | Coppe nazionali | Coppe nazionali | Coppe nazionali | Coppe continentali | Coppe continentali | Coppe continentali | Altre coppe | Altre coppe | Altre coppe | Totale | Totale |
| Stagione                      | Squadra                       | Comp                          | Pres       | Reti       | Comp            | Pres            | Reti            | Comp               | Pres               | Reti               | Comp        | Pres        | Reti        | Pres   | Reti   |
| ----------------------------- | ----------------------------- | ----------------------------- | ---------- | ---------- | --------------- | --------------- | --------------- | ------------------ | ------------------ | ------------------ | ----------- | ----------- | ----------- | ------ | ------ |
| 2009-2010                     | Stoccarda II                  | 3L                            | 12         | 0          | -               | -               | -               | -                  | -                  | -                  | -           | -           | -           | 12     | 0      |
| 2010-2011                     | Stoccarda II                  | 3L                            | 10         | 0          | -               | -               | -               | -                  | -                  | -                  | -           | -           | -           | 10     | 0      |
| 2011-2012                     | Stoccarda II                  | 3L                            | 1          | 0          | -               | -               | -               | -                  | -                  | -                  | -           | -           | -           | 1      | 0      |
| Totale Stoccarda II           | Totale Stoccarda II           | Totale Stoccarda II           | 23         | 0          |                 | -               | -               |                    | -                  | -                  |             | -           | -           | 23     | 0      |
| 2010-2011                     | Stoccarda                     | BL                            | 1          | 0          | CG              | 2               | 0               | UEL                | 2                  | 0                  | -           | -           | -           | 5      | 0      |
| 2011-gen. 2012                | Stoccarda                     | BL                            | 0          | 0          | CG              | 1               | 1               | -                  | -                  | -                  | -           | -           | -           | 1      | 1      |
| Totale Stoccarda              | Totale Stoccarda              | Totale Stoccarda              | 1          | 0          |                 | 3               | 1               |                    | 2                  | 0                  |             | -           | -           | 6      | 1      |
| gen.-giu. 2012                | Eintracht Braunschweig        | 2L                            | 15         | 1          | CG              | 0               | 0               | -                  | -                  | -                  | -           | -           | -           | 15     | 1      |
| 2012-2013                     | Eintracht Braunschweig        | 2L                            | 33         | 3          | CG              | 2               | 0               | -                  | -                  | -                  | -           | -           | -           | 35     | 3      |
| 2013-2014                     | Eintracht Braunschweig        | BL                            | 31         | 1          | CG              | 1               | 0               | -                  | -                  | -                  | -           | -           | -           | 32     | 1      |
| Totale Eintracht Braunschweig | Totale Eintracht Braunschweig | Totale Eintracht Braunschweig | 79         | 5          |                 | 3               | 0               |                    | -                  | -                  |             | -           | -           | 82     | 5      |
| 2014-2015                     | Hoffenheim                    | BL                            | 24         | 1          | CG              | 4               | 1               | -                  | -                  | -                  | -           | -           | -           | 28     | 2      |
| 2015-2016                     | Hoffenheim                    | BL                            | 21         | 0          | CG              | 1               | 0               | -                  | -                  | -                  | -           | -           | -           | 22     | 0      |
| 2016-2017                     | Hoffenheim                    | BL                            | 18         | 1          | CG              | 1               | 0               | -                  | -                  | -                  | -           | -           | -           | 19     | 1      |
| 2017-2018                     | Hoffenheim                    | BL                            | 9          | 0          | CG              | 1               | 0               | UCL+UEL            | 1+2                | 0                  | -           | -           | -           | 13     | 0      |
| 2018-2019                     | Hoffenheim                    | BL                            | 25         | 1          | CG              | 2               | 0               | UCL                | 3                  | 0                  | -           | -           | -           | 30     | 1      |
| 2019-2020                     | Hoffenheim                    | BL                            | 21         | 2          | CG              | 1               | 0               | -                  | -                  | -                  | -           | -           | -           | 22     | 2      |
| 2020-2021                     | Hoffenheim                    | BL                            | 2          | 1          | CG              | 1               | 0               | -                  | -                  | -                  | -           | -           | -           | 3      | 1      |
| 2021-2022                     | Hoffenheim                    | BL                            | 1          | 0          | CG              | 0               | 0               | -                  | -                  | -                  | -           | -           | -           | 1      | 0      |
| 2022-2023                     | Hoffenheim                    | BL                            | 9          | 0          | CG              | 0               | 0               | -                  | -                  | -                  | -           | -           | -           | 9      | 0      |
| Totale Hoffenheim             | Totale Hoffenheim             | Totale Hoffenheim             | 130        | 6          |                 | 11              | 1               |                    | 6                  | 0                  |             | -           | -           | 147    | 7      |
| Totale carriera               | Totale carriera               | Totale carriera               | 233        | 11         |                 | 17              | 2               |                    | 8                  | 0                  |             | -           | -           | 258    | 13     |

### Cronologia presenze e reti in nazionale
| Cronologia completa delle presenze e delle reti in nazionale ― Bosnia ed Erzegovina | Cronologia completa delle presenze e delle reti in nazionale ― Bosnia ed Erzegovina | Cronologia completa delle presenze e delle reti in nazionale ― Bosnia ed Erzegovina | Cronologia completa delle presenze e delle reti in nazionale ― Bosnia ed Erzegovina | Cronologia completa delle presenze e delle reti in nazionale ― Bosnia ed Erzegovina | Cronologia completa delle presenze e delle reti in nazionale ― Bosnia ed Erzegovina | Cronologia completa delle presenze e delle reti in nazionale ― Bosnia ed Erzegovina | Cronologia completa delle presenze e delle reti in nazionale ― Bosnia ed Erzegovina |
| Data                                                                                | Città                                                                               | In casa                                                                             | Risultato                                                                           | Ospiti                                                                              | Competizione                                                                        | Reti                                                                                | Note                                                                                |
| ----------------------------------------------------------------------------------- | ----------------------------------------------------------------------------------- | ----------------------------------------------------------------------------------- | ----------------------------------------------------------------------------------- | ----------------------------------------------------------------------------------- | ----------------------------------------------------------------------------------- | ----------------------------------------------------------------------------------- | ----------------------------------------------------------------------------------- |
| 14-8-2013                                                                           | Sarajevo                                                                            | Bosnia ed Erzegovina                                                                | 3 – 4                                                                               | Stati Uniti                                                                         | Amichevole                                                                          | -                                                                                   |                                                                                     |
| 6-9-2013                                                                            | Zenica                                                                              | Bosnia ed Erzegovina                                                                | 0 – 1                                                                               | Slovacchia                                                                          | Qual. Mondiali 2014                                                                 | -                                                                                   |                                                                                     |
| 10-9-2013                                                                           | Žilina                                                                              | Slovacchia                                                                          | 1 – 2                                                                               | Bosnia ed Erzegovina                                                                | Qual. Mondiali 2014                                                                 | 1                                                                                   |                                                                                     |
| 11-10-2013                                                                          | Zenica                                                                              | Bosnia ed Erzegovina                                                                | 4 – 1                                                                               | Liechtenstein                                                                       | Qual. Mondiali 2014                                                                 | -                                                                                   |                                                                                     |
| 15-10-2013                                                                          | Kaunas                                                                              | Lituania                                                                            | 0 – 1                                                                               | Bosnia ed Erzegovina                                                                | Qual. Mondiali 2014                                                                 | -                                                                                   |                                                                                     |
| 19-11-2013                                                                          | St. Louis                                                                           | Argentina                                                                           | 2 – 0                                                                               | Bosnia ed Erzegovina                                                                | Amichevole                                                                          | -                                                                                   |                                                                                     |
| 5-3-2014                                                                            | Innsbruck                                                                           | Bosnia ed Erzegovina                                                                | 0 – 2                                                                               | Egitto                                                                              | Amichevole                                                                          | -                                                                                   |                                                                                     |
| 16-6-2014                                                                           | Rio de Janeiro                                                                      | Argentina                                                                           | 2 – 1                                                                               | Bosnia ed Erzegovina                                                                | Mondiali 2014 - 1º turno                                                            | -                                                                                   |                                                                                     |
| 4-9-2014                                                                            | Tuzla                                                                               | Bosnia ed Erzegovina                                                                | 3 – 0                                                                               | Liechtenstein                                                                       | Amichevole                                                                          | -                                                                                   | 46’                                                                                 |
| 9-9-2014                                                                            | Zenica                                                                              | Bosnia ed Erzegovina                                                                | 1 – 2                                                                               | Cipro                                                                               | Qual. Euro 2016                                                                     | -                                                                                   |                                                                                     |
| 31-3-2015                                                                           | Vienna                                                                              | Austria                                                                             | 1 – 1                                                                               | Bosnia ed Erzegovina                                                                | Amichevole                                                                          | -                                                                                   |                                                                                     |
| 6-9-2015                                                                            | Zenica                                                                              | Bosnia ed Erzegovina                                                                | 3 – 0                                                                               | Andorra                                                                             | Qual. Euro 2016                                                                     | 1                                                                                   |                                                                                     |
| 10-10-2015                                                                          | Zenica                                                                              | Bosnia ed Erzegovina                                                                | 2 – 0                                                                               | Galles                                                                              | Qual. Euro 2016                                                                     | -                                                                                   | 89’                                                                                 |
| 13-10-2015                                                                          | Nicosia                                                                             | Cipro                                                                               | 2 – 3                                                                               | Bosnia ed Erzegovina                                                                | Qual. Euro 2016                                                                     | -                                                                                   | 79’                                                                                 |
| 6-9-2016                                                                            | Zenica                                                                              | Bosnia ed Erzegovina                                                                | 5 – 0                                                                               | Estonia                                                                             | Qual. Mondiali 2018                                                                 | -                                                                                   |                                                                                     |
| 7-10-2016                                                                           | Bruxelles                                                                           | Belgio                                                                              | 4 – 0                                                                               | Bosnia ed Erzegovina                                                                | Qual. Mondiali 2018                                                                 | -                                                                                   |                                                                                     |
| 13-11-2016                                                                          | Atene                                                                               | Grecia                                                                              | 1 – 1                                                                               | Bosnia ed Erzegovina                                                                | Qual. Mondiali 2018                                                                 | -                                                                                   | 87’                                                                                 |
| 25-3-2017                                                                           | Zenica                                                                              | Bosnia ed Erzegovina                                                                | 5 – 0                                                                               | Gibilterra                                                                          | Qual. Mondiali 2018                                                                 | 1                                                                                   |                                                                                     |
| 9-6-2017                                                                            | Zenica                                                                              | Bosnia ed Erzegovina                                                                | 0 – 0                                                                               | Grecia                                                                              | Qual. Mondiali 2018                                                                 | -                                                                                   | 61’                                                                                 |
| 31-8-2017                                                                           | Nicosia                                                                             | Cipro                                                                               | 3 – 2                                                                               | Bosnia ed Erzegovina                                                                | Qual. Mondiali 2018                                                                 | -                                                                                   |                                                                                     |
| 23-3-2018                                                                           | Sofia                                                                               | Bulgaria                                                                            | 0 – 1                                                                               | Bosnia ed Erzegovina                                                                | Amichevole                                                                          | -                                                                                   |                                                                                     |
| 27-3-2018                                                                           | Le Havre                                                                            | Senegal                                                                             | 0 – 0                                                                               | Bosnia ed Erzegovina                                                                | Amichevole                                                                          | -                                                                                   | 83’                                                                                 |
| 28-5-2018                                                                           | Zenica                                                                              | Bosnia ed Erzegovina                                                                | 0 – 0                                                                               | Montenegro                                                                          | Amichevole                                                                          | -                                                                                   | 22’                                                                                 |
| 1-6-2018                                                                            | Jeonju                                                                              | Corea del Sud                                                                       | 1 – 3                                                                               | Bosnia ed Erzegovina                                                                | Amichevole                                                                          | -                                                                                   | 74’                                                                                 |
| 18-11-2018                                                                          | Las Palmas                                                                          | Spagna                                                                              | 1 – 0                                                                               | Bosnia ed Erzegovina                                                                | Amichevole                                                                          | -                                                                                   |                                                                                     |
| 23-3-2019                                                                           | Sarajevo                                                                            | Bosnia ed Erzegovina                                                                | 2 – 1                                                                               | Armenia                                                                             | Qual. Euro 2020                                                                     | -                                                                                   |                                                                                     |
| 26-3-2019                                                                           | Zenica                                                                              | Bosnia ed Erzegovina                                                                | 2 – 2                                                                               | Grecia                                                                              | Qual. Euro 2020                                                                     | -                                                                                   |                                                                                     |
| 8-6-2019                                                                            | Tampere                                                                             | Finlandia                                                                           | 2 – 0                                                                               | Bosnia ed Erzegovina                                                                | Qual. Euro 2020                                                                     | -                                                                                   |                                                                                     |
| 11-6-2019                                                                           | Torino                                                                              | Italia                                                                              | 2 – 1                                                                               | Bosnia ed Erzegovina                                                                | Qual. Euro 2020                                                                     | -                                                                                   |                                                                                     |
| 8-9-2019                                                                            | Erevan                                                                              | Armenia                                                                             | 4 – 2                                                                               | Bosnia ed Erzegovina                                                                | Qual. Euro 2020                                                                     | -                                                                                   |                                                                                     |
| 12-10-2019                                                                          | Zenica                                                                              | Bosnia ed Erzegovina                                                                | 4 – 1                                                                               | Finlandia                                                                           | Qual. Euro 2020                                                                     | -                                                                                   |                                                                                     |
| 15-10-2019                                                                          | Atene                                                                               | Grecia                                                                              | 2 – 1                                                                               | Bosnia ed Erzegovina                                                                | Qual. Euro 2020                                                                     | -                                                                                   |                                                                                     |
| 15-11-2019                                                                          | Zenica                                                                              | Bosnia ed Erzegovina                                                                | 0 – 3                                                                               | Italia                                                                              | Qual. Euro 2020                                                                     | -                                                                                   |                                                                                     |
| 18-11-2019                                                                          | Vaduz                                                                               | Liechtenstein                                                                       | 0 – 3                                                                               | Bosnia ed Erzegovina                                                                | Qual. Euro 2020                                                                     | -                                                                                   | cap.                                                                                |
| 7-9-2020                                                                            | Zenica                                                                              | Bosnia ed Erzegovina                                                                | 1 – 2                                                                               | Polonia                                                                             | UEFA Nations League 2020-2021 - 1º turno                                            | -                                                                                   |                                                                                     |
| 3-6-2024                                                                            | Newcastle upon Tyne                                                                 | Inghilterra                                                                         | 3 – 0                                                                               | Bosnia ed Erzegovina                                                                | Amichevole                                                                          | -                                                                                   | 84’                                                                                 |
| 9-6-2024                                                                            | Empoli                                                                              | Italia                                                                              | 1 – 0                                                                               | Bosnia ed Erzegovina                                                                | Amichevole                                                                          | -                                                                                   |                                                                                     |
| 10-9-2024                                                                           | Budapest                                                                            | Ungheria                                                                            | 0 – 0                                                                               | Bosnia ed Erzegovina                                                                | UEFA Nations League 2024-2025 - 1º turno                                            | -                                                                                   |                                                                                     |
| 14-10-2024                                                                          | Zenica                                                                              | Bosnia ed Erzegovina                                                                | 0 – 2                                                                               | Ungheria                                                                            | UEFA Nations League 2024-2025 - 1º turno                                            | -                                                                                   |                                                                                     |
| 16-11-2024                                                                          | Friburgo in Brisgovia                                                               | Germania                                                                            | 7 – 0                                                                               | Bosnia ed Erzegovina                                                                | UEFA Nations League 2024-2025 - 1º turno                                            | -                                                                                   | cap.                                                                                |
| 19-11-2024                                                                          | Zenica                                                                              | Bosnia ed Erzegovina                                                                | 1 – 1                                                                               | Paesi Bassi                                                                         | UEFA Nations League 2024-2025 - 1º turno                                            | -                                                                                   | 63’                                                                                 |
| 21-3-2025                                                                           | Bucarest                                                                            | Romania                                                                             | 0 – 1                                                                               | Bosnia ed Erzegovina                                                                | Qual. Mondiali 2026                                                                 | -                                                                                   | 87’                                                                                 |
| 7-6-2025                                                                            | Zenica                                                                              | Bosnia ed Erzegovina                                                                | 1 – 0                                                                               | San Marino                                                                          | Qual. Mondiali 2026                                                                 | -                                                                                   | 84’                                                                                 |
| Totale                                                                              |                                                                                     | Presenze                                                                            | 43                                                                                  |                                                                                     | Reti                                                                                | 3                                                                                   |                                                                                     |